# 긴발톱두더지들쥐
긴발톱두더지들쥐(Prometheomys schaposchnikowi)는 비단털쥐과에 속하는 설치류의 일종이다. 긴발톱두더지들쥐속(Prometheomys)의 유일종이다. 조지아와 터키에서 발견된다.